# ان (سومری)
اِن (En) (Borger 2003 شماره 164</img>؛ U+ 12097 𒂗، همچنین انسی را ببینید) در خط میخی سومری لقبی است که برای " سالار " یا " کشیش " استفاده می‌شده‌است. در اصل، به نظر می‌رسد از لقب ان برای تعیین نقش کاهن بزرگ یا کشیش خدای حامی دولت شهر استفاده می‌شده‌است که موقعیتی بود که نیازمند نیروی سیاسی نیز می‌باشد. این لقب همچنین ممکن است برای فرمانروای اوروک نیز به کار برده شده باشد. برای اطلاعات بیشتر به لوگال، انسی و ان مراجعه کنید.
خدایانی که لقب ان را در نام خود دارند عبارتند ازD انلیل، D انکی، D انگورون و D انزو.
انهدوآنای اکدی (۲۲۸۵–۲۲۵۰ پیش از میلاد) نخستین دارنده عنوان «ان کشیش‌خانم» است.